# Spilosoma dufranei
Spilosoma dufranei är en fjärilsart som beskrevs av Sergius G. Kiriakoff 1965. Spilosoma dufranei ingår i släktet Spilosoma och familjen björnspinnare. Inga underarter finns listade i Catalogue of Life.